# اریب متغیرهای حذف‌شده
در آمار اریب متغیرهای حذف شده اریبی است که در زمان نادرست بودن فروض مبتنی بر خصوصیات و ویژگی‌ها، برای تخمین پارامترها در آنالیزهای رگرسیونی اتفاق می‌افتد. در این حالت یک متغیر مستقل که باید در مدل وجود داشته باشد حذف می‌شود.
خطای u بخاطر عامل مؤثر بر روی Y که در تابع رگرسیون در نظر گرفته نشده به وجود می‌آید، بنابراین همواره متغیرهای حذف شده وجود دارند. بعضی اوقات این حذف متغیرها در تخمین زن‌های OLS، اریب به وجود می‌آورند.

## اریب متغیرهای حذف شده در رگرسیون خطی
دو خصوصیت در زمان بروز OVB در رگرسیون خطی باید وجود داشته باشد:

1. متغیر حذف شده باید عامل تعیین‌کنندهٔ متغیر وابسته باشد(این زمانی اتفاق می‌افتد که ضریب رگرسیونی مخالف صفر شود.)
2. متغیر حذف شده باید با یک یا بیش از یک متغیر مستقل همبستگی داشته باشد.

اریب ناشی از متغیرهای حذف شده نوعی از اریب حداقل مربعات است. اگرچه یک معادلهٔ پیش گویانه (معادله‌ای که بدون یک یا چند متغیر مربوط و مناسب است) لزوماً اریب حداقل مربعات شدید ندارد ولی اکثراً این اریب افزایش می‌یابد.
در یک رگرسیون خطی، حداقل مربعات اریب متغیرهای حذف شده می‌تواند روی شیب و (یا) عرض از مبدا  تخمین‌ها تأثیرگذار باشد.
متغیرهای حذف شده همچنین می‌توانند باعث بی‌اثر شدن استفاده از تکنیک رگرسیون خطی چندگانه شوند. این وقتی اتفاق می‌افتد که موضوع رگرسیون خطی مضاعف شامل A باشد که C را پیش‌بینی می‌کند ولی یک متغیر دیگر مثل B هم وجود داشته باشد که موضوع ما شامل آن نیست ولی B هم C را پیش‌بینی  کند.
همچنین اگر این متغیر حذف شده وجود می‌داشت مشخص می‌شد که A و  B با هم پیش‌بینی‌کنندهٔ قوی تری برای C نسبت به حالتی است که یکی از آن‌ها وجود داشته باشد.

## مثال‌هایی از نمره آزمون
۱. توانایی زبان انگلیسی (چنانچه دانش آموزان از آن به عنوان زبان دوم استفاده کنند) به‌طور حق بجانب روی نمره آزمون استاندارد شده تأثیر می‌گذارد.Z عامل تعیین‌کنندهٔ Y است.
۲. اجتماع مهاجر گرایش به فراوانی کمتری دارند بنابراین هزینه‌های مدرسهٔ کمتر و  STR بیشتری دارند: Z با X همبستگی دارد.
بنابراین برآورد β اریب است.

## مثالی با در نظر گرفتن مدل خطی
{\displaystyle y_{i}=x_{i}\beta +z_{i}\delta +u_{i},\qquad i=1,\dots ,n}
که در آن:
	xi یک بردار ردیفی ۱×p است که بخشی از داده‌های مشاهده شده‌است.
	β یک بردار ستونی p×۱ است از پارامترهای مشاهده نشدنی که می‌خواهند تخمین زده شوند.
	zi یک اسکالر است و بخشی از دادهٔ مشاهده شده.
	δ  اسکالر و یک پارامتر مشاهده نشدنی است که قرار است تخمین زده شود.
	ترم خطای ui    متغیر تصادفی مشاهده نشدنی است که دارای میانگین صفر می‌باشد (مشروط برxi و zi)
	متغیر وابسته یyi بخشی از دادهی مشاهده شدنی است.
داریم:
{\displaystyle X=\left[{\begin{array}{c}x_{1}\\\vdots \\x_{n}\end{array}}\right]\in \mathbb {R} ^{n\times p},}
و
{\displaystyle Y=\left[{\begin{array}{c}y_{1}\\\vdots \\y_{n}\end{array}}\right],\quad Z=\left[{\begin{array}{c}z_{1}\\\vdots \\z_{n}\end{array}}\right],\quad U=\left[{\begin{array}{c}u_{1}\\\vdots \\u_{n}\end{array}}\right]\in \mathbb {R} ^{n\times 1}.}
سپس از طریق محاسبات حداقل مربعات معمولی برآورد بردار پارامتر تخمین زده شده که فقط روی مقادیر مشاهده شدهٔ x اریب است و مقادیر مشاهده شدهٔ z در آن حذف شده به صورت زیر بدست می‌آید:
{\displaystyle {\hat {\beta }}=(X'X)^{-1}X'Y\,}
با در نظر گرفتن مدل خطی فرض شده به جای Y عبارت معادل را جایگزین می‌کنیم:
{\displaystyle {\begin{aligned}{\hat {\beta }}&=(X'X)^{-1}X'(X\beta +Z\delta +U)\\&=(X'X)^{-1}X'X\beta +(X'X)^{-1}X'Z\delta +(X'X)^{-1}X'U\\&=\beta +(X'X)^{-1}X'Z\delta +(X'X)^{-1}X'U.\end{aligned}}}
با گرفتن امید ریاضی از دو طرف معادله ترم آخر برابر صفر شده که این با توجه به صفر بودن امید ریاضی U حاصل می‌شود.
در نتیجه با ساده‌سازی داریم:
{\displaystyle {\begin{aligned}E[{\hat {\beta }}|X]&=\beta +(X'X)^{-1}X'Z\delta \\&=\beta +{\text{bias}}.\end{aligned}}}
در این مدل جملهٔ دوم ترم اریب متغیر حذف شده‌است. دقت شود که این اریب برابر با نسبت وزنی از  zi است که توسط xi توضیح داده می‌شود.
اریب متغیرهای حذف شده یک مشکل جدی است و ثابت می‌شود ضرایب تخمین زده شده از مدل‌های مشخص دارای کمترین  واریانس نااریب هستند. در حقیقت ما هیچوقت با یک مدل کاملاً تعیین شده و دقیق و متغیر حذف شدهٔ منفرد یا مجموعه‌ای از متغیرهای حذف شدهٔ منفرد روبرو نیستیم، بیشتر با مدلهایی روبرو هستیم که دربهترین حالت تقریب‌های مرتبه اول هستند و تصمیم‌هایی هستند که در خصوص زیر مجموعه‌ای از متغیرهای حذف شده‌اند.
تاثیرات عواملی از جمله یک زیر مجموعه در معادلهٔ رگرسیون وابسته به تأثیرات متغیرهای برون زا و درون زا است و به همبستگی بین آن‌ها بستگی دارد، همچنین وابسته به واریانس تمامی متغیر هاست.
با استفاده از متغیرهای کنترلی اضافه در تشخیص‌های خود، می‌توانیم به راحتی اریب ایجاد شده را شدیدتر کنیم.  در نبود چنین علم بی پایانی به دیدگاهی نیاز داریم که ما را به یک کنترل تجربی متقاعدکننده برساند که در آن تأثیرات عوامل تضعیف‌کننده کمتر باشد. جایگزین کردن طرحی برای کنترل، این کار را انجام می‌دهد. محدود کردن و متمرکز شدن و آزمون‌های کنترلی تئوری‌های گسترده تا زمانی که قطعی نشده‌اند مشاهده‌ای را فراهم می‌کنند که متقاعدکننده تر از معادله رگرسیونی است که با نصف دوجین متغیر کنترلی، وزنی کمتر دارد و مشاهدهٔ متقاعدکننده اساس و پایهٔ علم است.